# انیل‌کونازول
انیل‌کونازول (به انگلیسی: Enilconazole) یک ترکیب شیمیایی با شناسه پاب‌کم ۳۷۱۷۵ است. که جرم مولی آن ۲۹۷٫۱۸ g/mol می‌باشد. 